# Jasna Poljana
Jasna Poljana (in ucraino Ясна Поляна?, in russo Ясная Поляна?, Jasnaja Poljana) è un villaggio dell'Ucraina situato nell'oblast' di Mykolaïv.